# Lewis E. Kay
Lewis Edward Kay (né le 26 septembre 1961) est un universitaire et biochimiste canadien connu pour ses recherches en biochimie et pour son étude de la structure et du comportement des protéines à l'aide de la spectroscopie de résonance magnétique nucléaire. Il est professeur de génétique moléculaire, de biochimie et de chimie à l'Université de Toronto ainsi que scientifique senior en médecine moléculaire à l'Hospital for Sick Children. Kay est marié à la biophysicienne Julie Forman-Kay (en).

## Biographie
Kay obtient un B.Sc. en biochimie de l'Université de l'Alberta en 1983, puis un doctorat en biophysique moléculaire de l'Université Yale en 1988. Il fait ensuite des études post-doctorales aux National Institutes of Health. 
En 2020, devient membre international de l'Académie nationale des sciences.

## Prix et distinctions
- 1996 — Prix Merck Frosst[2]
- 1998 — Membre du « Top 40 de moins de 40 ans » au Canada[2]
- 1999 — Prix Steacie pour les sciences naturelles[2]
- 2002 — Médaille des fondateurs Société internationale de résonance magnétique dans les systèmes biologiques[2]
- 2002 — Médaille Flavelle, Société royale du Canada[2]
- 2004 — Prix Günther-Laukien[2]
- 2006 — Élu à la Société royale du Canada[2]
- 2008 — Prix Découverte du premier ministre[2]
- 2010 — Élu à la Royal Society[2]
- 2012 — Prix Khorana, Royal Society of Chemistry[2]
- 2017 — Officier de l'Ordre du Canada [5]
- 2017 — Prix international de la Fondation Gairdner[6]
- 2018 — Médaille Herzberg du Conseil de recherches en sciences naturelles et en génie du Canada
- 2019 — Docteur ès sciences honoris causa de l'Université de la Colombie-Britannique[7]